# Dipodomys heermanni
Dipodomys heermanni is een zoogdier uit de familie van de wangzakmuizen (Heteromyidae). De wetenschappelijke naam van de soort werd voor het eerst geldig gepubliceerd door John Lawrence LeConte in 1853.
De soort is endemisch in Californië. Ze is genoemd naar Adolphus L. Heermann, een ontdekkingsreiziger en natuurwetenschapper die ze in Californië had ontdekt.